# Mattia Preti
Mattia Preti (Taverna, 1613. február 24. – Valletta, 1699. január 3.), becenevén a „Kalábriai lovag” (Il cavalliere calabrese) itáliai barokk festő, Dél-Itália és Málta számos templomának díszítője.

## Életútja
Korai mestere Giovanni Battista Caracciolo volt, Caravaggio lelkes követője. Tanulmányait egy darabig Rómában folytatta, ahol megismerkedett az északi caravaggistákkal és az új velencei iskolával, valamint Pietro da Cortona munkájával. Személy szerint igyekezett eklektikus lenni, nyitottan mások munkájára is. 1642-ben a Jeruzsálemi Szent János Lovagrend híve lett.
1656 és 1660 között visszatért Nápolyba, ahol a járvány áldozatainak emlékére épített műveken dolgozott. Ekkor festette ki a maiellai S. Pietro templomot. Ettől az időszaktól érződik rajta a realizmus és a chiaroscuro hatása. 1659-ben belépett a lovagrendbe, és Máltára utazott. Itt megbízást kapott a vallettai Szent János-társkatedrális aragóniai kápolnájának kifestésére Martín de Redín nagymestertől. 1661-ben Raphael Cotoner nagymester már a teljes főhajó kifestésével bízta meg, ezután öt éven keresztül, saját költségén dolgozott a Szent János élete-cikluson. Ettől kezdve Máltán élt, és számos település plébániatemploma őrzi a keze nyomát.
Máltán halt meg, miután egy borotválkozás közben ejtett seb elüszkösödött. A Szent János-társkatedrálisban van eltemetve.
1962-ben szülővárosa helyi fát adományozott egy koporsó készítésére a festő számára. Holttestét exhumálták, megvizsgálták, majd visszatemették.

## Fő művei

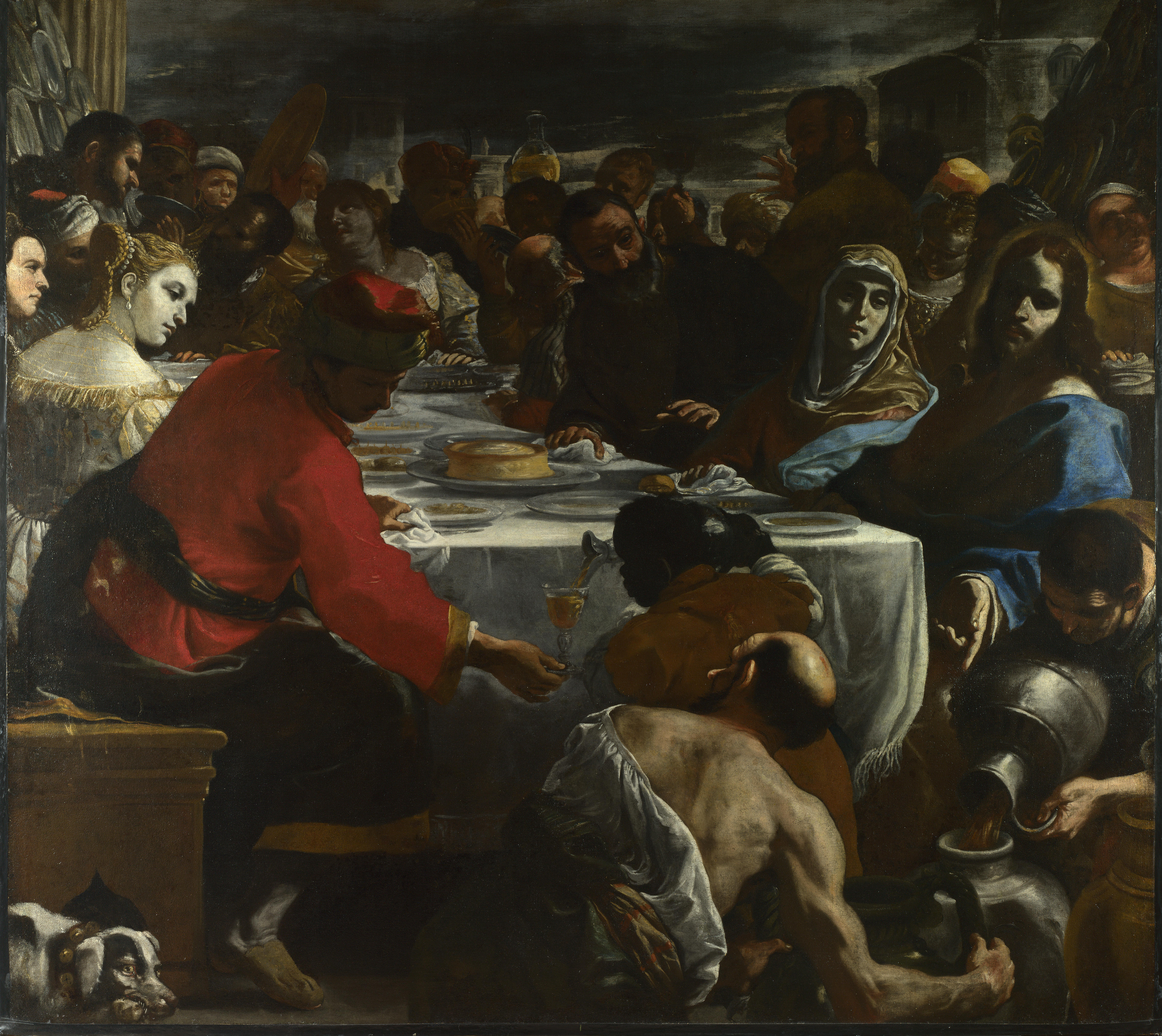
A kánai menyegző (1655 körül)

- S. Andrea della Valle (Róma): Szent András történetei
- S. Carlo ai Catinari (Róma): festmények
- Dóm (Pistoia): S. Atto kápolna, a Szent Szűz megkoronázása
- S. Biagio (Modena): kupola
- Porta San Gennaro (Nápoly): a kapuhoz épített kápolna
- S. Pietro (Maiella, 1660): Szent Péter és Alexandriai Szent Katalin történetei
- Szent János-társkatedrális (Valletta, 1661–1666): Aragóniai kápolna, Szent János élete ciklus (18 freskó)
- Plébániatemplomok díszítése Máltán: Sarria-templom (Floriana), Megváltó-kápolna (Kalkara), Szent Máté kápolna (Qrendi), Szent Miklós templom (Siġġiewi), Szent Katalin plébániatemplom (Żurrieq)